# Hansdorfer Brook mit Ammersbek
Hansdorfer Brook mit Ammersbek este o arie protejată (arie specială de conservare — SAC, sit de importanță comunitară — SCI) din Germania întinsă pe o suprafață de 292 ha, integral pe uscat.

## Localizare
Centrul sitului Hansdorfer Brook mit Ammersbek este situat la coordonatele 53°42′49″N 10°11′31″E / 53.7136°N 10.1919°E.

## Înființare
Situl Hansdorfer Brook mit Ammersbek a fost declarat sit de importanță comunitară în august 2000 pentru a proteja 5 specii de animale. Situl a fost protejat și ca arie specială de conservare în ianuarie 2010.

## Biodiversitate
Situată în ecoregiunea atlantică, aria protejată conține 6 habitate naturale: Cursuri de apă de la nivel de câmpie la nivel montan, cu vegetație Ranunculion fluitantis și Callitricho-Batrachion, Mlaștini turboase de tranziție și turbării mișcătoare, Păduri de fag Asperulo-Fagetum, Păduri de stejar sau de stejar și carpen sub-atlantice și medio-europene de Carpinion betuli, Mlaștini împădurite, Păduri aluvionare cu Alnus glutinosa și Fraxinus excelsior (Alno-Padion, Alnion incanae, Salicion albae).
La baza desemnării sitului se află mai multe specii protejate:
- păsări (2): erete de stuf (Circus aeruginosus), Grus grus grus
- mamifere (1): vidră de râu (Lutra lutra)
- nevertebrate (2): libelule (Leucorrhinia pectoralis), Vertigo moulinsiana